# Опалока норт (Флорида)
Опалока норт (енгл. Opa-locka North) је градска четврт Мајами Гарденса и бивше пописом одређено насељено место у америчкој савезној држави Флорида.

## Демографија
По попису из 2000. године број становника је 6.224.
| Група             | 2000.         | 2010.    |
| Белци             | 343 (5,5%)    | 0 (0,0%) |
| Афроамериканци    | 4.667 (75,0%) | 0 (0,0%) |
| Азијати           | 29 (0,5%)     | 0 (0,0%) |
| Хиспаноамериканци | 1.189 (19,1%) | 0 (0,0%) |
| Укупно            | 6.224         | 0        |